# 甲斐庄正親
甲斐庄 正親（かいのしょう まさちか、? - 元禄3年12月15日（1691年1月3日））は、江戸幕府の旗本寄合。
甲斐庄氏4代。通称は伝八郎、喜右衛門（7代正壽まで同名を名乗る）。官位は従五位下・飛騨守。長崎奉行を務めた甲斐庄正述（領地は河内国錦部郡）の子。兄弟に土屋正敬（土屋勝正養子）、正奥、正之、宮崎重政室、大森好輝室。室は高木守久の娘。子に正永、加藤茂雅（加藤重長養子）、浅野長武継室、土屋逵直室。
慶安元年（1648年）6月、3代将軍徳川家光にはじめて拝謁し、承応3年（1654年）2月に小姓組となり、寛文6年（1666年）に使番となり、翌年より但馬、丹波および北陸地方に巡見使として赴く。寛文12年（1672年）、使番より御勘定頭（勘定奉行）となる。延宝8年（1680年）まで務めた後、江戸南町奉行となる。加増を重ね天和2年（1682年）に4000石の大身となる。
元禄3年（1690年）、南町奉行在任中に没する。子の正永が家督を継ぎ、普請奉行などを務めた。

## 創作での甲斐庄正親
天和3年（1683年）に、放火犯である八百屋お七の裁きにおけるやりとりが知られている。
| お七が16歳になったばかりであったことから、正親は哀れに思い、お七の命だけは救ってやろうと（放火犯に対する罰則の下でも、16歳未満なら死刑(火刑)を回避して遠島に減刑できる）「お七、お前の歳は十五であろう」と聞いたものの、彼女が正直に16歳であると言ったため、正親は自らの意図が理解できていないと思って重ねてお七に年齢を問いただすも、彼女は正親の意を汲むことができず、再び正直に16歳だと答え、さらにお宮参りの記録を証拠として提出したため、やむなく正親はお七を定法どおりの裁きによって火刑とせざるを得なくなってしまった。 |

ただし、これはあくまで後年の創作であると考察されており、この話を裏付ける事件当時の史料は存在しない。八百屋お七の物語はたくさんの作家が書いていてストーリーは作家ごとに様々な設定がされている。奉行・甲斐庄正親の人情話も一部の作家の作品に見られる創作である。史実では、放火犯について15歳以下ならば罪を減じて遠島（島流し）にする規定が明確に設けられたのはお七の死後40年ほど経った享保8年(1723年)、8代将軍徳川吉宗の時代になってである。規定成立以前にも年少の殺人犯については死罪は避けようとする諸規定は存在した。ただし、放火犯については明確な規定は無く、また『天和笑委集』（後述）第10章では13歳の放火犯喜三郎が火刑になった、とする記述がある。
お七の伝記の最初期の例である井原西鶴の『好色五人女』（貞享3年（1686年））の八百屋お七物語の作中では裁判の場面は存在しない。同じく貞享年間(1684‐88)成立の『天和笑委集』では裁判の場面はあるが、お七の年齢を詮議する記述はない。1715-16年の紀海音の『八百屋お七』や1744年為永太郎兵衛『潤色江戸紫』でもお七を裁く場面はない。お七の事件から74年後の馬場文耕の『近世江都著聞集』では裁判の場面が大きく取り扱われ、“お七の年齢を15歳以下だと偽って助けようとする奉行”が登場するようになる。馬場文耕の『近世江都著聞集』は後続の作家に大きな影響を与え、これ以降の作品ではお七の年齢の扱いで生死を分けることにするエピソードが含まれる作品が続出してくる。馬場文耕の『近世江都著聞集』には史実としてのリアリティはまったく無いが、講釈師であった文耕ならではの創作に満ち溢れ、すなわちお七の年齢詮議の話は文耕の創作以降であろうとする説がある。

## 甲斐庄正親が登場する作品
小説
- 浪人若さま新見左近（ 佐々木裕一・著　コスミック出版）